# Nationaal Park Zalissja
Het Nationaal Park Zalissja (Oekraïens: Національний природний парк «Залісся». Russisch: Национальный природный парк «Залесье».) is gelegen in de oblast Kiev, ten noordoosten van de Oekraïense hoofdstad Kiev. Het gebied heeft een oppervlakte van 148,36 km², waarvan 123,38 km² bebost is. Het gebied werd op 11 december 2009 tot nationaal park benoemd.

## Flora en fauna
Het gebied bestaat grotendeels uit relatief jonge grove dennenbestanden (Pinus sylvestris). Iets meer dan 17 km² bestaat uit dennenbossen ouder dan 100 jaar. Ongeveer 37% van de bossen bestaat met name uit zomereik (Quercus robur) en zwarte els (Alnus glutinosa). Het gebied is rijk aan dieren. Zo leven er zoogdieren als wolf (Canis lupus), wild zwijn (Sus scrofa), eland (Alces alces), edelhert (Cervus elaphus), bever (Castor fiber) en soorten die op de Oekraïense Rode Lijst staan als das (Meles meles), otter (Lutra lutra) en wisent (Bison bonasus). Onder de broedvogels bevinden zich zwarte ooievaar (Ciconia nigra), zeearend (Haliaeetus albicilla) en kraanvogel (Grus grus).